# 베네수엘라 문학
다음은 베네수엘라 문학에 관한 설명이다.
1810년대의 독립전쟁은 문학에도 큰 영향을 주었다. 그 당시, 시인·사상가·언어학자로서 폭 넓은 활동을 보였던 안드레스 베료(1781-1865)가 등장한다. 베료의 문학상(上)의 업적으로서는 그리스·로마와 에스파냐의 고전문학에 대한 깊은 조예(造詣)를 짐작케 하는 계몽시 <열대지역의 농경에의 노래>, 또는 에스파냐어 문법의 고전으로서의 가치를 지닌 <카스틸리아어(語) 문법> 등을 들 수 있다.
산문으로는 20세기에 들어서서 힘찬 시적 문체로 베네수엘라의 자연과 인간 사이의 싸움을 묘사한 작품 <도냐 바르바라>로 일약 범대륙적인 평가를 인정받은 로물로 갈레고스(1884-1969)가 있다.

## 같이 보기
- 라틴아메리카 문학